# Ramiro Alejandro Herrera Herrera

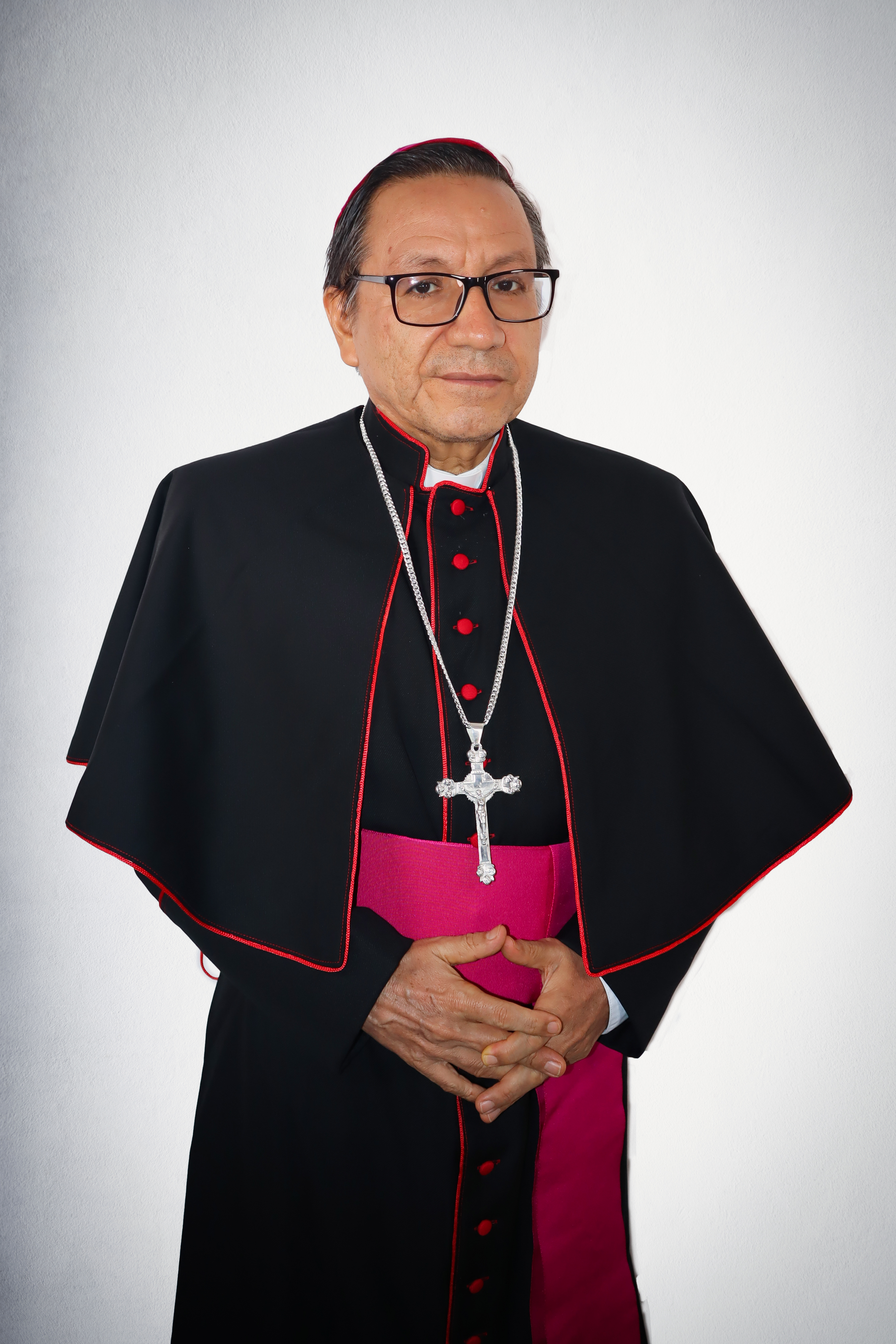
Ramiro Alejandro Herrera Herrera, 2024

Ramiro Alejandro Herrera Herrera (* 21. Oktober 1963 in Loja) ist ein ecuadorianischer römisch-katholischer Geistlicher und Weihbischof in Portoviejo.

## Leben
Ramiro Alejandro Herrera Herrera besuchte die Escuela Fiscal Cuarto Centenario in Loja sowie später nach dem Umzug seiner Familie nach Guayaquil das Colegio Guillermo Ordóñez Gómez in Santa Elena, das Colegio Bernardino Echevarría und das Colegio Dante Alighieri in Guayaquil. Anschließend studierte er Philosophie und Katholische Theologie am Priesterseminar Monseñor Francisco Xavier de Garaycoa in Guayaquil. Daneben belegte er Kurse an den Konservatorien in Loja und in Guayaquil. Am 6. September 1990 wurde er zum Diakon geweiht und am 2. Februar 1991 empfing er in der Kathedrale San Pedro in Guayaquil das Sakrament der Priesterweihe für das Erzbistum Guayaquil.
Herrera Herrera war nach der Priesterweihe zunächst in der Pfarrseelsorge im Erzbistum Guayaquil tätig. Ab 2012 wirkte er im Bistum Babahoyo, wo er Pfarrer in Palenque, San Juan de Pueblo Viejo und Santa Rita de Barreiro war. 2016 wurde er Pfarrer der Kathedrale Nuestra Señora de la Merced in Babahoyo und Generalvikar des Bistums Babahoyo. Vom 20. Juni 2016 bis zum 19. Mai 2018 leitete er das Bistum Babahoyo während der Sedisvakanz als Diözesanadministrator. Anschließend fungierte Herrera Herrera erneut als Generalvikar des Bistums.
Am 19. April 2024 ernannte ihn Papst Franziskus zum Titularbischof von Medeli und zum Weihbischof in Portoviejo. Der Erzbischof von Portoviejo, Eduardo José Castillo Pino, spendete ihm am 21. Juni desselben Jahres in der Kathedrale Jesús el Buen Pastor in Portoviejo die Bischofsweihe; Mitkonsekratoren waren der Bischof von Babahoyo, Skiper Bladimir Yánez Calvachi, und der Apostolische Nuntius in Ecuador, Erzbischof Andrés Carrascosa Coso. Sein Wahlspruch Deus solus sufficit („Gott allein genügt“) stammt aus den Poesías der heiligen Teresa von Ávila.